# Hermann Gehrich
Hermann Gehrich (* vor 1850; † nach 1885) war ein deutscher Genre-, Porträt- und Landschaftsmaler der Düsseldorfer Schule.

## Leben

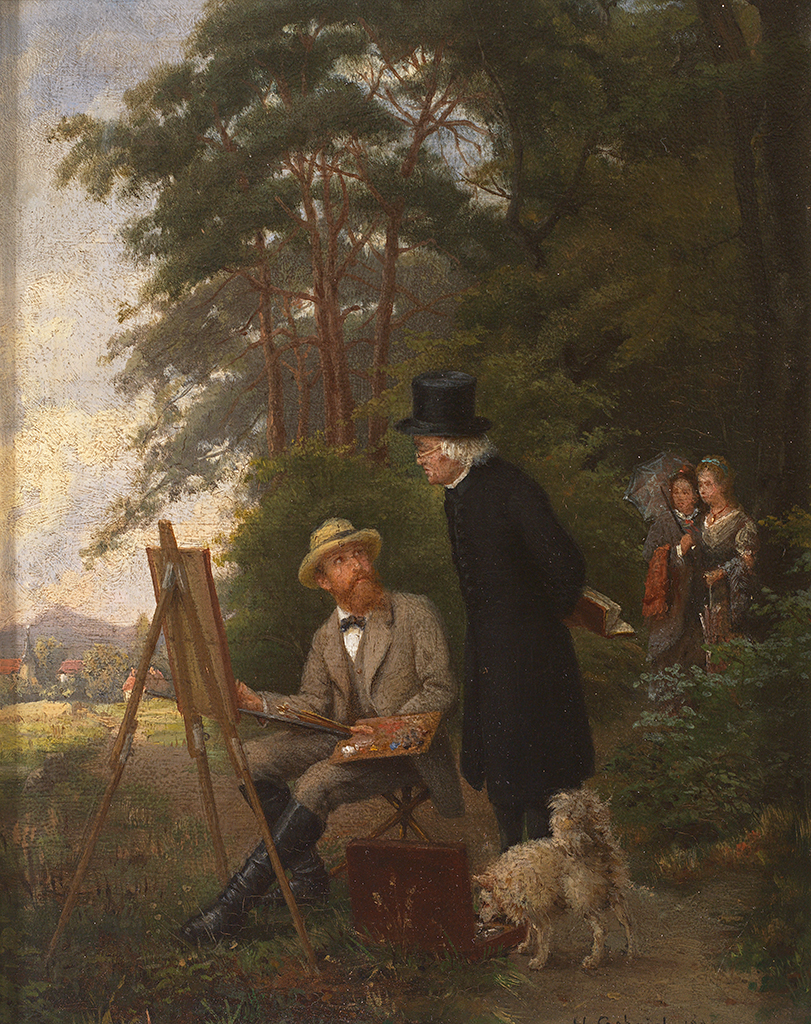
Angenehme Unterhaltung, ein Landschaftsmaler plaudert mit einem Pastor, Düsseldorf, 1880er Jahre

Gehrich stammte aus Hannover und war in den 1860er Jahren Student der Kunstakademie Dresden. Dort waren Julius Hübner, Karl Wilhelm Schurig, Ernst Hähnel, Carl Peschel und Adolf Ehrhardt seine Lehrer. An der Dresdner Akademie wurde er bei Ausstellungen mehrfach belobigt und ausgezeichnet. Spätestens 1871 lebte er in Düsseldorf, um 1877 in Celle. Er stellte weiterhin in Dresden aus, auch auf Ausstellungen des Kunstvereins für die Rheinlande und Westfalen, des Königsberger Kunstvereins und des Oldenburger Kunstvereins war er vertreten. Von 1873 bis 1876 war er Mitglied des Künstlervereins Malkasten. 1874/1875 verzeichnete ihn der Deutsche Künstlerverein bei einem Aufenthalt in Rom. Am 24. November 1879 heiratete er in Düsseldorf Emma Bauer aus Düsseldorf. Unter der Bilker Adresse Florastraße 7 und der Berufsbezeichnung „Maler und Zeichenlehrer“ war er noch 1885 in Düsseldorf greifbar. 1884 und 1885 stellte er im Oldenburger Kunstverein Bildnisse und Landschaften aus Tivoli aus.